# Barranc dels Racons (Benimaurell)
El barranc dels Racons està situat a l'entitat de població de Benimaurell al municipi de La Vall de Laguar, a la Marina Alta. És un barranc llarg, d'1,3 km, i sols 170 metres de desnivell de roca calcària on es practica el barranquisme, té un xicotet estret amb un únic ràpel de 12 metres al final, just abans de desembocar en el Barranc de L'infern.